# Maio II Orsini
Maio II Orsini (zm. 1264) – hrabia Kefalenii w latach 1238–1264, syn Maio I Orsiniego, ojciec Ryszarda (Riccardo) Orsiniego.

## Życiorys
Ożeniony został z bizantyjską księżniczką Anną Teodorą Angeliną z Epiru. Utrzymywał zależność feudalną, jako wasal, wobec księstwa Achaji, ale wspierał też Nicefora Angelosa.